# Echinopyrrhosia browni
Echinopyrrhosia browni är en tvåvingeart som beskrevs av Charles Howard Curran 1941. Echinopyrrhosia browni ingår i släktet Echinopyrrhosia och familjen parasitflugor.
Artens utbredningsområde är Ecuador. Inga underarter finns listade i Catalogue of Life.